# 周绍慈
周绍慈（1932年1月—），男，安徽合肥人，中国神经生理学家，曾任华东师范大学神經生理學教授、博士生导师。其曾研究大脑边缘系统与感觉功能的关系。